# Fundacja Dziecięce Marzenia
Fundacja Dziecięce Marzenia – organizacja charytatywna powstała w 1994 r. Ma siedzibę w Bielsku-Białej. Prowadzi środowiskowe świetlice integracyjne oraz pracownię informatyczną, dofinansowywuje leczenie i rehabilitację dzieci, wspomaga placówki wychowawcze i oświatowe. W roku 2004 zorganizowała pobyt w Polsce irackich dzieci z sierocinca w Al Hilli (Polska Strefa Stabilizacyjna). Zajmuje się również popularyzacją systemów GNU/Linux.